# Timelaea maculata
Timelaea maculata är en fjärilsart som beskrevs av Bremer och William Grey 1853. Timelaea maculata ingår i släktet Timelaea och familjen praktfjärilar. Inga underarter finns listade i Catalogue of Life.